# 巴克十英里 (北卡羅萊納州)
巴克十英里（英語：Barker Ten Mile）是位於美國北卡羅萊納州羅伯遜縣的普查規定居民點。

## 人口
根據2020年美國人口普查的數據，巴克十英里的面積為5.90平方千米，皆為陸地。當地共有人口937人，而人口密度為每平方千米158.81人。